# Sites mégalithiques de la Haute-Savoie
Cet article présente la liste des sites mégalithiques de la Haute-Savoie, en France.
| \| Agen Marmande Nérac Villeneuve-sur-Lot \| Répartition géographique des mégalithes |
| Agen Marmande Nérac Villeneuve-sur-Lot                                               |

## Répartition géographique
Le département de la Haute-Savoie n'a conservé que deux dolmens parmi les quatre connus avec certitude. D'autres monuments, mentionnés dans la littérature archéologique du XIXe siècle sont au mieux douteux (communes de Brens et de Larringes) ou correspondent à des bloc erratiques (commune d'Etrembières).
Selon Louis Revon, si l'on place ces quatre dolmens sur une carte géographique du département, on peut observer qu'ils sont orientés selon un axe nord-sud d'une longueur de moins de 15 km. Dans les faits, cet alignement supposé est relatif : la position connue de l'ancien dolmen de Cranves s'écarte de cet axe nord-sud d'environ 400 m plus à l'ouest, alors que les trois autres monuments (Saint-Cergues, Reignier et Pers-Jussy) correspondent à une orientation de 8° par rapport au nord magnétique. De plus, en tout état de cause, les monuments ne pouvant être visibles les uns des autres en raison du relief qui les sépare, leur alignement supposé semble plutôt relever de la coïncidence.

## Inventaire non exhaustif
| Monument          | Commune        | Remarque | Coordonnées                 | Protection       | Illustration    |
| ----------------- | -------------- | -------- | --------------------------- | ---------------- | --------------- |
| Dolmen de Cranves | Cranves-Sales  |          |                             | détruit en 1864  |                 |
| Pierre-aux-Fées   | Pers-Jussy     | dolmen   |                             | détruit          |                 |
| Pierre-aux-Fées   | Reignier-Ésery | dolmen   | 46° 07′ 47″ N, 6° 17′ 31″ E | Classé MH (1910) | Pierre-aux-Fées |
| Cave aux Fées     | Saint-Cergues  | dolmen   | 46° 13′ 11″ N, 6° 18′ 36″ E | Classé MH (1889) | Cave aux Fées   |